# 순릉 (공혜왕후)
순릉(順陵)은 조선 제 9대 왕 성종의 정비 공혜왕후(恭惠王后)의 능이다. 사적 제 205호로 지정된 파주삼릉의 하나로 대한민국 경기도 파주시 조리읍 봉일천리에 있다.

## 개요
공혜왕후는 언니인 예종의 비 장순왕후와 같이 계유정난의 공신 한명회의 막내딸로 1456년 태어났다. 1467년 12세의 나이로 의경세자의 둘째 아들 잘산군(乽山君)과 혼인하여 천안군부인(天安郡夫人) 한씨(韓氏)로 불리다 1469년 14세의 나이로 잘산군이 예종의 뒤를 이어 성종에 오르자 왕비에 책봉되었다. 그러나 17세의 나이로 요절한 언니인 장순왕후의 뒤를 이어, 성종 5년 1474년 음력 4월 15일, 공혜왕후도 19세의 나이로 소생 없이 창덕궁(昌德宮) 구현전(求賢殿)에서 승하하였다.
공혜왕후가 승하하자, 성종은 시호를 공혜(恭惠), 능호를 순릉(順陵)이라 하고 같은 해 6월 7일 언니인 장순왕후의 공릉 근처 현재의 위치에 안장하였다. 세자빈으로 세상을 떠난 장순왕후의 공릉과는 달리 왕비의 능이므로 전체적인 상설제도는 공릉과 같지만 순릉은 공릉에 비해서는 석물이 많이 있다.
계유정난으로 단종을 숙청하며 집권한 한명회는 조선 역사상 유일무이하게 두 딸을 왕비로 만들며, 무소불위의 권력을 누렸지만 두 딸(셋째 장순왕후, 넷째 공혜왕후) 모두 19세를 넘기지 못하고 요절하였다.

## 갤러리

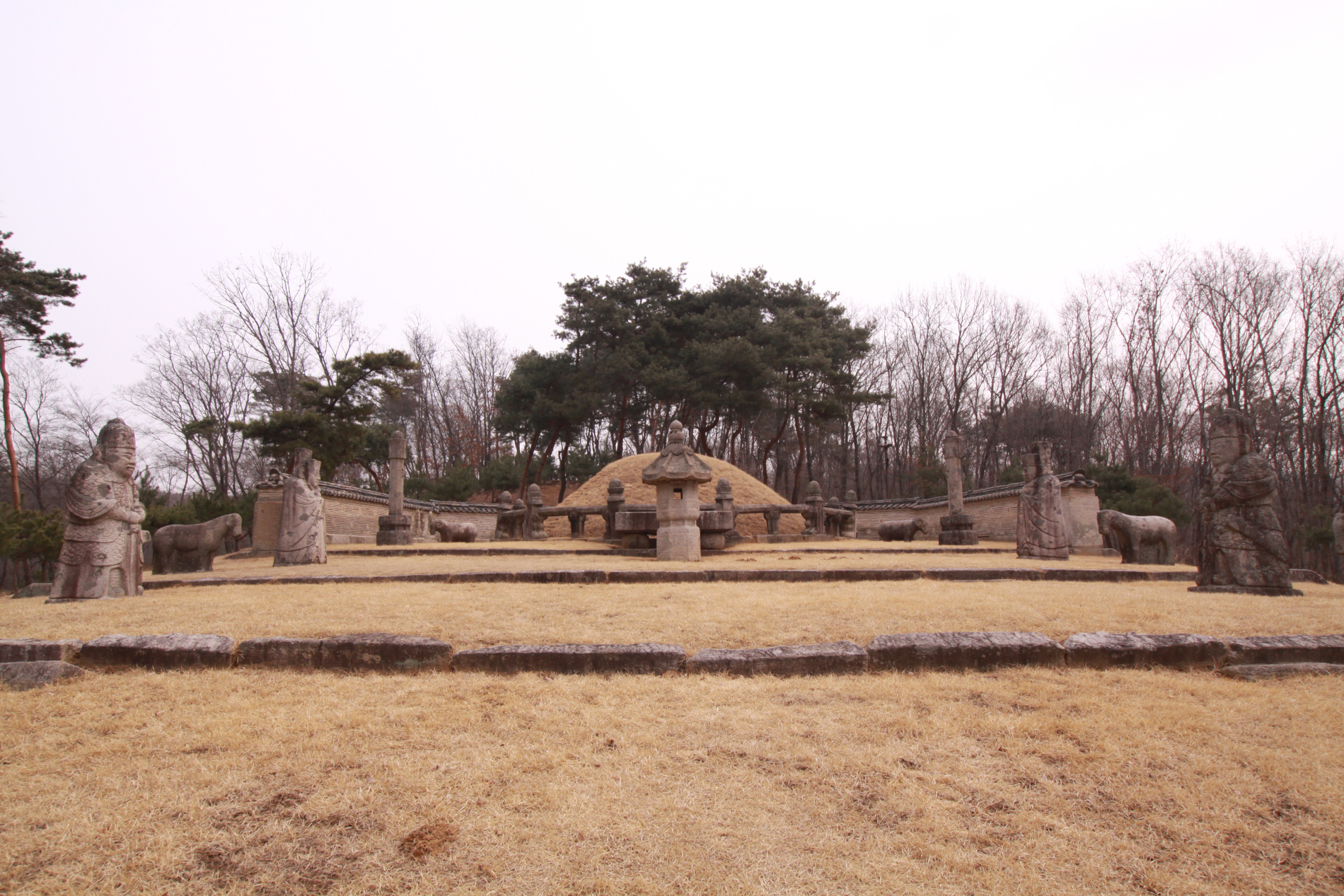
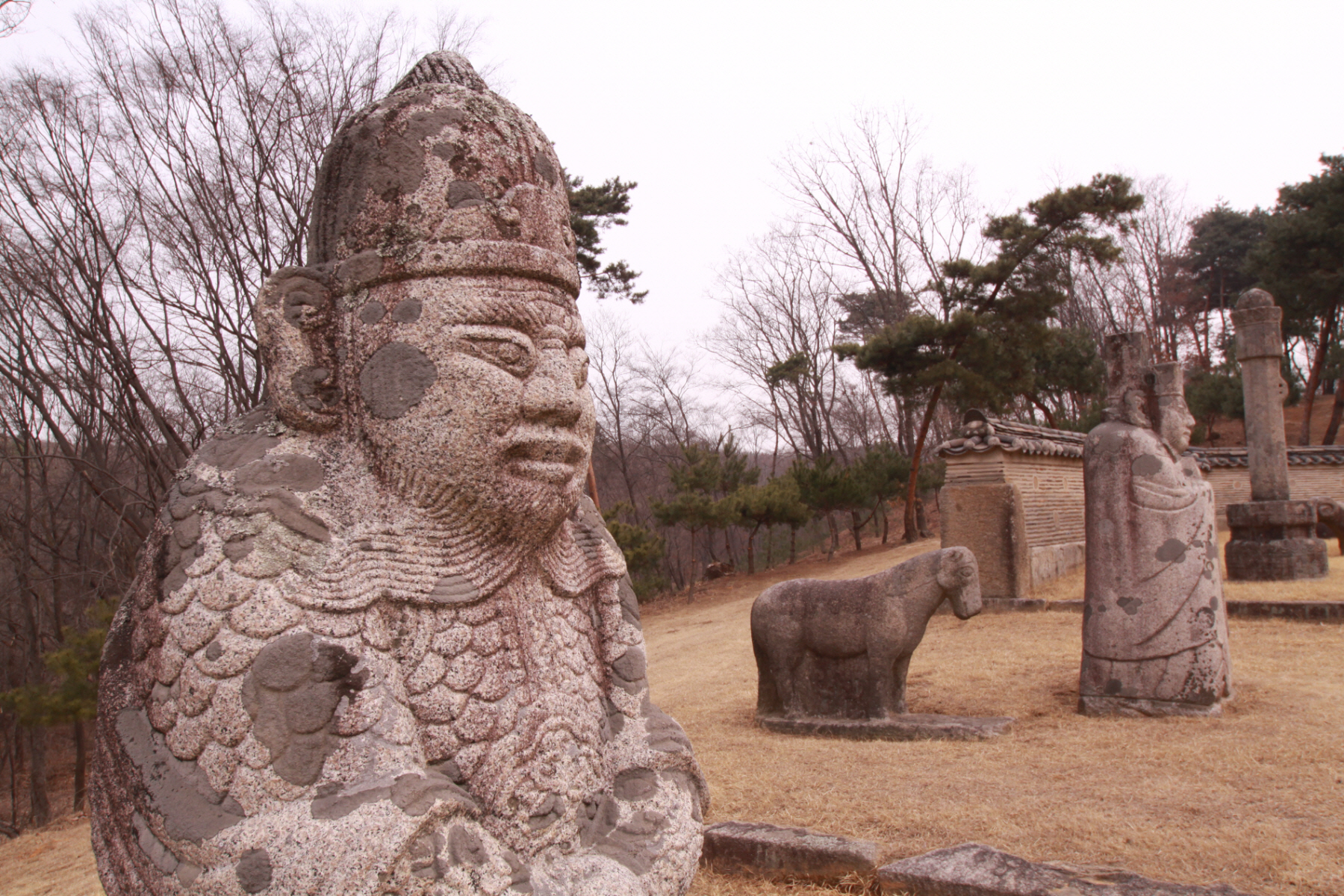
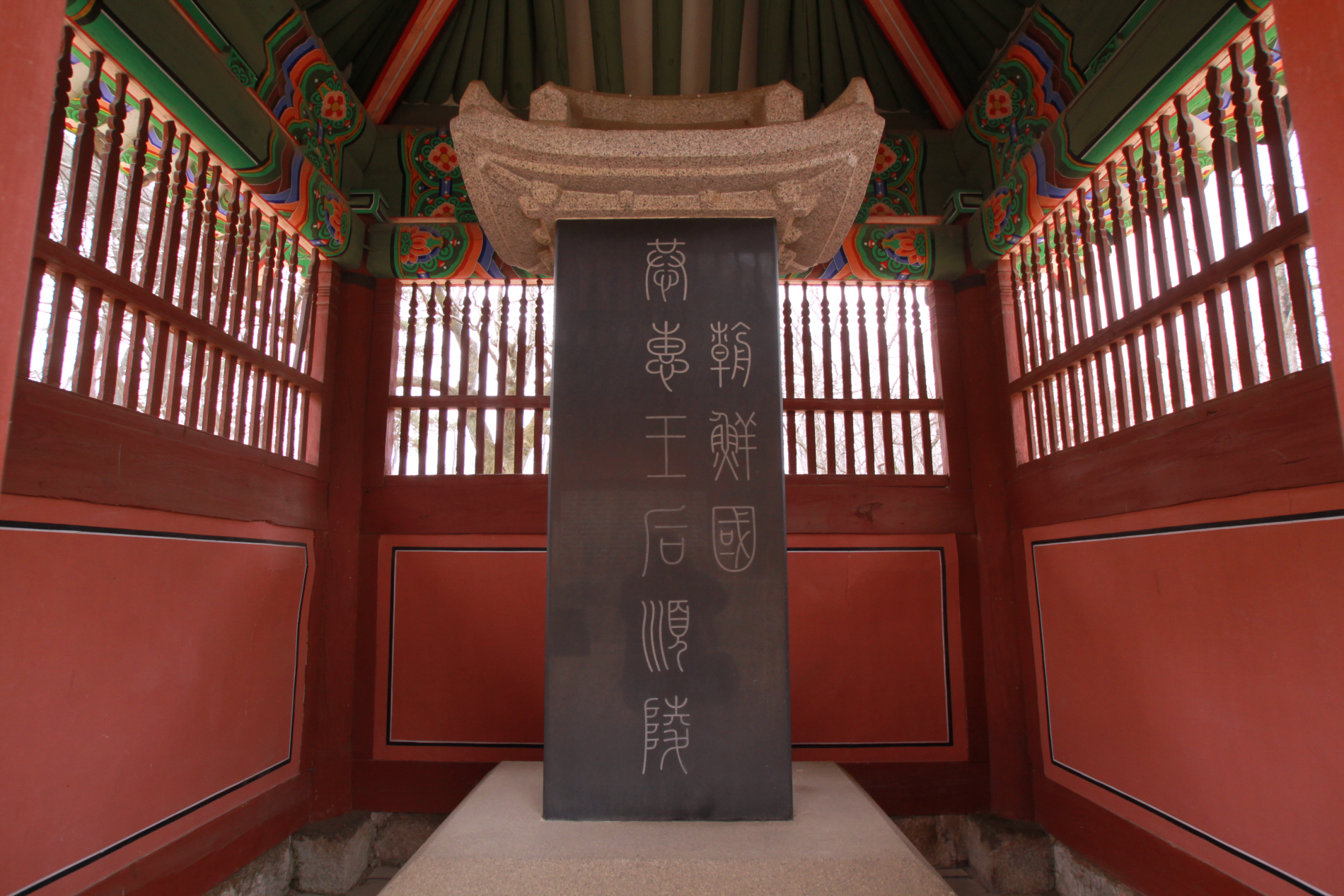